# Tony Barrow (Journalist)
Anthony Frederick James Barrow (* 11. Mai 1936 in Crosby; † 14. Mai 2016 in Morecambe) war ein britischer Journalist und Experte für Medienarbeit. Er arbeitete zwischen 1962 und 1968 als Pressesprecher für die Beatles und prägte für sie den Begriff The Fab Four.

## Leben und Wirken
Barrow wuchs in Crosby auf und besuchte dort die Merchant Taylors’ School. 1954 bekam er seinen ersten regulären freiberuflichen Job als Pop-Rock-Rezensent für das Liverpool Echo, die damals meistverkaufte provinzielle Abendzeitung in Großbritannien. In den späten 1950er Jahren studierte Barrow Moderne Sprachen an der University of Durham und präsentierte nebenher Jazzbands und Skiffle-Folk-Gruppen in lokalen Tanzlokalen und Clubs. Ende der 1950er Jahre leistete er bei der Royal Air Force seinen Wehrdienst ab. In dieser Zeit betrieb er bei der RAF Weeton eine Radiostation. Nachdem Barrow 1960 die RAF verlassen hatte, zog er von Crosby nach London, um für Decca Records zu arbeiten. Er verfasste u. a. Liner Notes, die auf den Rückseiten von Schallplattenhüllen erschienen, um die Interpreten und ihre Musik den Konsumenten nahezubringen. Barrow schrieb weiterhin seine Kolumnen für das Liverpool Echo.

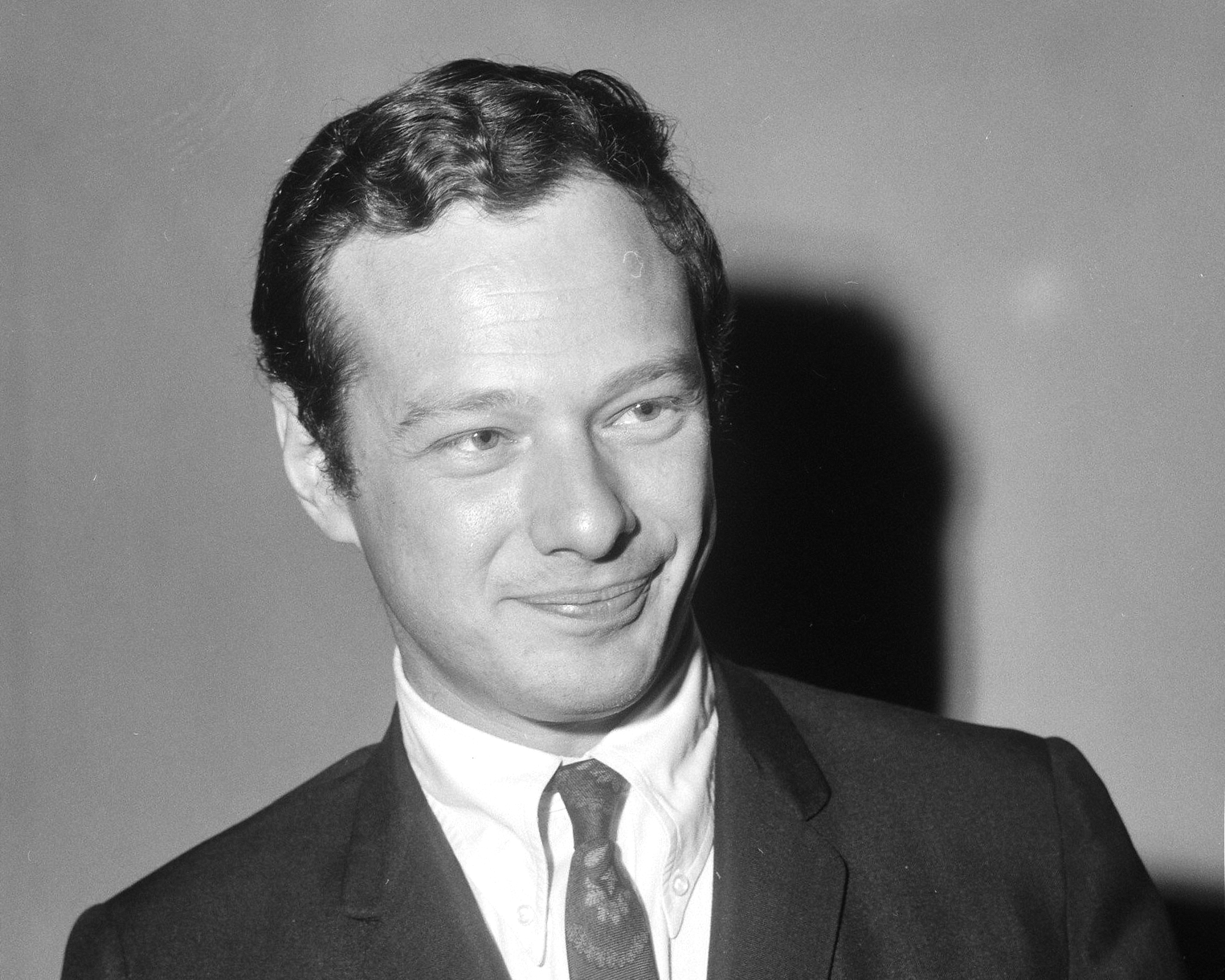
Brian Epstein, 1965

1961 bat ihn Brian Epstein, der Manager der Beatles, die noch unbekannte Band in seiner Kolumne im Liverpool Echo zu erwähnen. Barrow antwortete, dass die Gruppe dafür eine Platte veröffentlichen müsste, bot aber an, bei der Organisation eines Vorspieltermins bei Decca zu helfen. Die Probeaufnahmen waren zwar erfolglos, aber Epstein konnte Barrow für ein nebenberufliches Engagement als Werbeberater gewinnen. Nachdem die Beatles einen Plattenvertrag bei EMI unterschrieben hatten, gelang es Epstein, Barrow endgültig von Decca abzuwerben und bei seiner Firma NEMS Enterprises als Pressesprecher und PR-Verantwortlichen für die Beatles anzustellen. Barrow vertrat die Band zwischen 1962 und 1968.

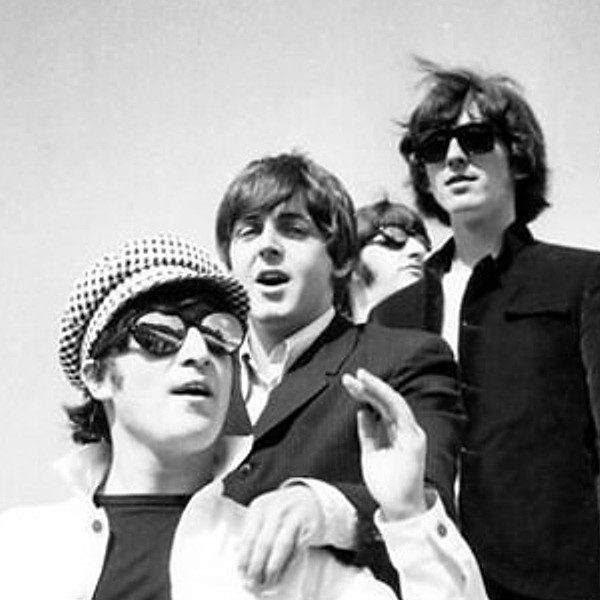
Die Beatles auf Tournee, 1965

Barrow entwickelte eine Medienstrategie mit Radioauftritten und Telefoninterviews mit den britischen Provinz- und Regionalzeitungen. Auf seine Initiative gingen auch die jährlichen Weihnachtsgrüße der Beatles an ihre offiziellen Fanclubs zurück, die auf Flexidisc gepresst und an alle Fanclubmitglieder gesendet wurden. Barrow verfasste auch Liner Notes für die frühen Beatles-Alben. Daneben vertrat er für Epsteins Firma auch andere Mersey-Beat-Acts wie Gerry and the Pacemakers, Cilla Black, Billy J. Kramer & the Dakotas und The Fourmost.
1965 und 1966 begleitete Barrow die Beatles auf ihren internationalen Konzertreisen. Er leitete auf diesen Tourneen die regelmäßigen Pressekonferenzen der Beatles und organisierte Interviews und Fotoaufnahmen bei ihrer Rückkehr nach England. Am 27. August 1965 war er auch dabei, als die Beatles in Beverly Hills Elvis Presley in seiner Villa besuchten. Auf der Welttournee von 1966 organisierte Barrow die überstürzte Abreise der Beatles von den Philippinen. Die Band hatte ungewollt die Präsidentengattin Imelda Marcos beleidigt, als sie nicht zu einem Empfang erschienen war. Im August 1966 sorgte Lennons unvorsichtige Bemerkung, die Gruppe sei populärer als Jesus, für Aufruhr in den Vereinigten Staaten. Barrow arrangierte angesichts der bevorstehenden USA-Tournee eine Pressekonferenz in Chicago, auf der sich Lennon für diese Bemerkung entschuldigte.
Eine der letzten Aufgaben von Barrow als Pressesprecher der Beatles bestand 1967 darin, den Strip-Cartoon für das Magical-Mystery-Tour-Booklet zusammenzustellen und zu redigieren. Nach dem Tod von Brian Epstein und der Entscheidung der Beatles, mit Apple Corps ein eigenes Unternehmen zu gründen, beschloss Barrow, sich mit einer PR-Firma selbstständig zu machen. In den folgenden Jahren betreute er Bands wie die Bay City Rollers und The Kinks. Er vertrat auch die Wings und Helen Shapiro und spezialisierte sich auf die Werbung für Europatourneen amerikanischer Interpreten wie David Cassidy, Gladys Knight, David Soul, Tony Bennett, Andy Williams, Neil Sedaka und The Jackson Five.
In den 1980er Jahren kehrte Barrow in den Journalismus zurück und war einige Jahre lang Chefredakteur für Veröffentlichungen der Midem-Musikmesse, die seit 1967 jährlich in Cannes veranstaltet wird. Er war Autor mehrerer Bücher, darunter seine Memoiren über die Beatles-Jahre.
Barrow war verheiratet mit Corinne Barrow und hatte mit ihr zwei Söhne.

## Veröffentlichungen (Auswahl)
- mit Julian Newby: Inside the Music Business. Routledge, London 1994, ISBN 0-415-13660-1.
- The Making of the Beatles’ Magical Mystery Tour. Omnibus, London 1999, ISBN 0-7119-7575-2.
- mit Robin Bextor: Paul McCartney – Now and Then. Hal Leonard Publishing, Milwaukee 2004, ISBN 0-634-06919-5.
- John, Paul, George, Ringo and Me: The Real Beatles Story. Thunders Mouth Press, New York 2006, ISBN 1-56025-882-9.